# Australiens historie
 Der er for få eller ingen kildehenvisninger i denne artikel, hvilket er et problem. Du kan hjælpe ved at angive troværdige kilder til de påstande, som fremføres i artiklen.

Australiens historie begyndte med migration til det australske kontinent nordfra for omkring 40.000-50.000 år siden. Den skrevne historie om Australien begyndte, da hollandske opdagelsesrejsende opdagede landet i det 17. århundrede. Tolkningen af Australiens historie er foreløbig en omstridt sag, specielt vedrørende den britiske kolonisering og behandlingen af de indfødte aboriginer.
Der har boet mennesker i Australien i mindst 50.000 år, siden aboriginernes forfædre ankom til Australien fra Sydøstasien. Den første europæiske opdagelse af Australien skete i det 16. århundrede. Storbritannien gjorde krav på landet i 1770, og det blev koloniseret som en straffekoloni i 1788. Fem andre kolonier, nogle frie og andre straffekolonier, blev grundlagt i begyndelsen af det 19. århundrede.
I 1901 fik Australien en føderal forfatning og blev en selvstyrende britisk dominion. Australske tropper deltog i begge verdenskrige, Boerkrigen og Vietnamkrigen. Efter anden verdenskrig er Australien blevet forandret af en massiv indvandring. Australien er fortsat et konstitutionelt monarki med Charles 3. som statsoverhoved; en folkeafstemning om at etablere en republik blev nedstemt i 1999.

## Forhistorisk tid

### Ankomst
Det er bredt accepteret, at mennesker ankom til Australien for mindst 40.000 år siden. Der har blevet udgravet mange arkæologiske steder, som dateres til denne tidsperiode. Arkæologiske beviser indikerer bosættelser ved den øvre Swan River i Vestaustralien for omkring 40.000 år siden. Tasmanien som på den tiden var forbundet med Australien, blev nået for mindst 30.000 år siden. Andre hævder, at nogle af stederne kan dateres til for 60.000 år siden, men disse påstande er ikke universelt accepteret. Palynologiske beviser fra det sydøstlige Australien antyder et stigende antal brande for omkring 120.000 år siden. Dette er blevet tolket som et tegn på menneskelig aktivitet, men dateringen har fået hård kritik.
Migration skete under afslutningen af pleistocen, da havoverfladen lå meget lavere end i dag. Gentagne istider under pleistocæn-perioden resulterede i et over 100 meter lavere havniveau i Australasien. Den kontinentale kystlinje strakte sig længere ud end Timorhavet, og Australien og Ny Guinea udgjorde en landmasse (kendt som Sahul), forbundet med en betydelig landbro over Arafurahavet, Carpentariabugten og Torresstrædet. Havet var stadig en betydelig hindring, derfor er der opstillet teorier om at disse oprindelige mennesker nåede til Australien ved at sejle fra ø til ø. Der er blevet foreslået to ruter. En fulgte en ø-række mellem Sulawesi og Ny Guinea, og den andre nåede det nordvestlige Australien via Timor.
En anden konsekvens af den tidligere landbro mellem Australien og Ny Guinea, er at de deler dyre- og plantearter. Landbroen blev afbrudt, da havet steg i slutningen af den sidste istid. Havniveauet stabiliserede sig i nærheden af det nuværende for omkring 6.000 år siden.
Ifølge aboriginernes traditioner begynder kontinentets historie med det, som kan oversættes som Drømmetiden, skabelsesmyten som fortæller om folkets, dyrenes og geografiens oprindelige. Traditionerne var, og fortsætter med at blive erindret i sange og fortællinger rundt omkring i Australien.
Arkæologiske beviser i form af kul indikerer, at ild, som allerede var en voksende del af det australske landskab, blev meget mere almindelig, da jægere og samlere brugte den som et værktøj til at jage vildt, til at skabe ny vækst, til at tiltrække dyr og til at åbne uigennemtrængelige skove. Tæt bevoksede områder blev åbne skove, åbne skove blev til stepper. Arter som kunne tåle ild blev dominerende, især casuarina, eukalyptus, akacie og græs.
Ændringerne i dyrelivet blev endda mere dramatiske. Dyr som var betydeligt større end mennesker forsvandt og mange af de mindre arter uddøde også. Omkring 60 forskellige planteædere uddøde, herunder diprotodon-familien (meget store planteædende pattedyr som lignede flodheste), flere store fugle, som ikke kunne flyve, kødædende kænguruer, en fem meter lang øgle og en skildpadde på størrelse med en mindre bil. Den direkte årsag til masseudryddelsen er ukendt. Det kan have været ild, jagt, klimaændringer eller en kombination af disse, men de fleste er af den opfattelse, at menneskelig indgriben i en eller anden form øgede risikoen for udryddelse. Forklaringen om at det skyldtes klimaændringer, som tidligere var populær, er tvivlsom. Uden de store planteædere til at holde vegetationen nede i skovene og gøde jorden med deres afføring, kom der oftere skovbrande og de blev større og varmere, hvilket yderligere ændrede landskabet.
Det vides ikke hvor mange befolkningsgrupper, der slog sig ned i Australien inden den europæiske kolonisering. Hypoteser om trihybrid oprindelse og oprindelse ved en migration er omdiskuterede. Spørgsmålet har været brugt politisk med den antagelse, at en eneste oprindelse fører til etnisk solidaritet, mens hypotesen om flere migrationer er blevet brugt til at retfærdiggøre de hvides overtagelse af aboriginernes land. Det er få objektive data, som kan afgøre sagen i den ene eller den anden retning. Forskelle i gener bliver studeret for at finde mulige svar, men der er fremdeles for få beviser til at skille en bølgeinvasionsmodel fra en enkelt bosætning. Nogle studier af Y-kromosomer indikerer en nylig tilstrømning af Y-kromosomer fra det indiske subkontinent.
For mellem 18.000 og 15.000 år siden blev kontinentet stadig tørrere med lavere temperaturer og mindre nedbør end det som havde været normalt før. I slutningen af istiden for ca. 13.000 år siden, begyndte landbroerne at forsvinde under det stigende hav. Slutningen af istiden var en tid med omvæltninger ifølge aboriginernes legender, som fortæller om fisk som faldt ned fra himlen og tsunamier. Men andre steder blev der berettet om et gradvist stigende hav. Fra den tid blev de tasmanske aboriginer geografisk isoleret. For omkring 9.000 år siden bukkede befolkningerne på de små øer i Bassstrædet og Kangaroo Island under.
Lingvistiske og genetiske beviser peger på, at der har været kontakt mellem australierne i nord og befolkningen på Ny Guinea og øerne i længere tid, men at dette ser ud til først og fremmest at have været i form af handel med få ægteskaber på tværs af grupperne, i modsætning til direkte kolonisering. Makassiske prauer nævnes også i aboriginernes fortællinger fra Broome til Carpentariabugten, og der blev etableret nogen halvpermanente bosættelser og tilfælde af aboriginernybyggere som fandt et hjem i Indonesien.

### Kultur og teknologi
De sidste 5.000 år blev præget af en generel mildning af klimaet, en stigning i temperaturen og nedbøren og udvikling af en sofistikeret stammekultur. Der blev udvekslet sange og danse, og der blev handlet med flint, værdifulde sten, skaller, frø, spyd, madvarer osv. Underordenen af pamanyunganske sprog som strækker sig fra Cape York mod sydvest, dækker hele Australien med undtagelse af det sydøstlige og Arnhem Land. Der var også tydelige kontinuerlige religiøse ideer og fortællinger over hele landet. Nogle sange krydsede fra den ene side af kontinentet til den anden. Overgangsriterne for drenge og piger til de voksnes rækker blev markeret med ceremonier og måltider. Adfærd blev styret af strenge regler om ansvar til og fra onkler, tanter, brødre og søstre samt til indgiftede. Aboriginernes slægtssystemer omfattede i mange samfund en deling i hudfarver med restriktioner på ægteskab som blev dikteret af den hudfarve et individ havde.
Den politiske magt lå hos samfundets ældste frem for hos nedarvede høvdinge. Uenigheder blev løst i fællesskab i henhold til et omfattende system af stammelove. Blodhævn og fejder var ikke usædvanlige, men organiseret krigsførelse blev holdt indenfor grænser, hvis det overhovedet fandtes. Dette skyldtes i reglen de flersidige alliancer som bandt folket sammen gennem ægteskab eller blod og fælles trossystemer om nedstamning fra fælles kulturhelte.
Der var en betydelig udvikling indenfor aboriginernes teknologi i de sidste 3.000 årene før koloniseringen. Kvarts blev brugt som en erstatning for chert og blev brugt af indfødte håndværkere. Dingoen blev indført fra det Sydlige Asien. Landbrugsudvikling i lille skala fandt sted med ålefarme i det vestlige Victoria og avl af yams i Geraldton.
Det er blevet beregnet, at der i 1788 var omtrent en halv million aboriginer i Australien, men andre har anslået antallet så højt som en million eller mere. Befolkningen bestod af hundredvis af forskellige kulturelle og sproglige grupper. De fleste var jægere og samlere med en rig mundtlig historie og avanceret drift af landområderne. I de mest frugtbare og folkerige områder boede de i halvpermanente bosættelser. I den frugtbare Murray-dal havde jæger- og samler-økonomien, som man kunne finde andre steder på kontinentet, i stor grad måttet vige for fiskeri. Sturts ekspedition langs Murray førte til at man troede at aboriginerne der dyrkede langbrug som et resultat af at de havde store ’’’høsåter’’’’ som blev brugt som permanente kornlagre.
De hvide nybyggerne viste kun lidt interesse for de fleste af aboriginerfolkene, derfor vides der kun lidt om deres kulturer og sprog. Sygdom som kan være blevet indført med vilje, decimerede den indfødte befolkning inden den periode hvor de fleste aboriginer kom i direkte kontakt med europæerne. Da James Cook gjorde krav på Australien på vegne af Storbritannien i 1770, kan den indfødte befolkningen have bestået af op til 500 stammer, som talte flere hundrede forskellige australske sprog, med mange forskellige dialekter.

### Kontakt udenfor Australien
Et tidlig kort over den kendte verden, som blev lavet i 1603 af fader Matteo Ricci, en italiensk jesuit som tilbragte lang tid i Kina, bemærkede i et tomt område hvor Australien ligger: Ingen har nogen sinde været i dette land i Syd, derfor ved vi ingenting om det. Med mindre bogstaver skrev han de kinesiske tegn Ildland og Papegøjeland, noget som antyder, at kineserne kendte til og måske havde set Australien.
Folkene som levede langs Australiens den nordlige kyst, Kimberley, Arnhem Land, Carpentariabugten og Cape York, har truffet på forskellige besøgende gennem mange tusinde år. Mennesker og varer bevægede sig frit mellem Australien og Ny Guinea, selv efter at landbroen forsvandt under det stigende havniveau, hvilket skete for over 6.000 år siden. Men handel og samkvem mellem de nu adskilte lande fortsatte over det nydannede Torresstrædet, som stadig kunne passeres ved at bruge rækken af Torres Strait Islands og koralrev som stoppesteder undervejs. Øerne blev bosat af forskellige sørejsende melanesiske kulturer som torresstrædeøboerne for over 2.500 år siden, og kulturelt samkvem fortsatte via denne rute med aboriginerne i Nordøst-Australien.
Den traditionelle transport af folk mellem Australien, Ny Guinea og Indonesien i skibe til handel og fiskeri, indikerer muligheden af at arabiske og kinesiske handelsmænd, som besøgte de nordlige øer hørte om og besøgte kysten på det sydlige kontinent fra allerede fra det 9. århundrede. Indonesiske bajini-fiskere fra Krydderiøerne (Banda) har fisket udenfor kysten af Australien i hundredvis af år. Handelsmænd fra Sulawesi besøgte jævnligt kysten af det nordlige Australien for at fiske efter trepang (en spiselig søpølse) for at sælge dem til kineserne som værdsatte det hvirvelløse dyr for dets kulinariske og medicinske værdi.
Det ser ud til, at trepanghandelen fra Makassar begyndte omkring 1720, men nogen forfattere mener, at rejserne begyndte 300 år tidligere, omkring år 1400. Rejserne strakte sig over tusindvis af kilometer, fra Kimberley i vest til Mornington Island i den østlige del af Carpentariabugten.
Handelen begyndte at ebbe ud i slutningen af det 19. århundrede på grund af indførsel af told og licensafgifter fra de australske myndigheder som gjorde den urentabel. Efter indføring af lovgivning der skulle beskytte Australiens territorielle integritet, forlod den sidste prauen til makassanerne Arnhem Land i 1906. Efterspørgslen efter trepang kan også være faldet på grund uroen i Kina på den tid.
Matthew Flinders mødte i 1803 den makassanske handelsflåde i nærheden af vores dages Nhulunbuy på sin rejse rundt om Australien. Dette møde førte til etableringen af bosættelser på Melville Island og Coburghalvøen.
Der var en høj grad af kulturel udveksling, hvilket afspejles i aboriginernes sten- og barkmalerier, introduktionen af teknologier som udskårne kanoer og varer som tobak, tøj, knive, alkohol og tobakspiber, makassanske ord i australske sprog (balanda for hvide mændesker, rupiah for penge og jama for arbejde) og efterkommere af malajiske folkeslag i det australske samfund og omvendt som et resultat af tværkulturelle ægteskaber og migration. Makassanerne betalte med varer for at få lov til at fiske i aboriginernes farvand og for at leje deres arbejdskraft. Produkterne gav dem nye muligheder, men også nogle udfordringer såsom den farlige kombination af knive og alkohol. Besøgene bliver levende genfortalt i dag gennem den mundtlige historie, sange og danse, udover de kulturelle ændringer som kontakten førte til. Makassanerne kan også have været de første som førte islam til Australien.

## Europa opdager Australien
Marco Polo omtalte omkring år 1300 et rygte om at der fandtes et enormt sydligt kontinent, men der er ingen beviser for at han havde et specifikt kendskab til Australien. Nogen forfattere har foreslået at kort fra slutningen af 1400-tallet viser dele af den australske kystlinje.
Den franske navigatør Binot Paulmier de Gonneville hævdede at være gået i land øst for Kap det gode håb i 1504 efter at være blevet blæst ud af kurs. En overgang blev det antaget, at han havde opdaget Australien, men i dag har det vist sig, at han gik i land i Brasilien.
En spansk ekspedition ledet af den portugisiske navigatør Pedro Fernandez de Quiros og styret af Luís Vaez de Torres satte kursen mod Terra Australis i 1605. Da de Quiros gik i land på Ny Hebriderne, kaldte han øgruppen for Austrialia del Espiritu Santo, hvilket kan oversættes til Sydlandet til den Hellige Ånd. Efter at de Quiros havde forladt ekspeditionen, sejlede Torres fra øst til vest langs sydkysten af Papua og opdagede øerne i Torresstrædet.
En teori hævder, at portugiserne var de første europæer som opdagede Australien under en ekspedition ledet af Cristóvão de Mendonça omkring 1522. Et antal relikvier og rester er blevet tolket som beviser på at portugiserne nåede Australien 200 år før Cook. Disse inkluderer Mahogany-skibet, en påstået portugisisk karavel som gik på grund ti kilometer vest for Warrnambool (selv om resterne aldrig er blevet fundet), de såkaldte Dieppe-kortene, hemmelige kort som blev tegnet af portugiserne, en kanon og fem nøgler som blev fundet nær Geelong. De fleste historikere accepterer ikke disse relikvier som bevis på at portugiserne var de første europæer som nåede Australien.
Den første indiskutable gang Australien blev set af europæere var i 1606. Det hollandske fartøj Duyfken, under Willem Janszoon, fulgte kysten af Ny Guinea, skiftede kurs ved Torresstrædet, og udforskede måske 350 kilometer af den vestlige side af Cape York i Carpentariabugten. Han troede at landet var del af Ny Guinea. Nederlænderne gik i land en gang, men blev straks angrebet af aboriginerne og opgav herefter yderligere udforskning.
Da det blev opdaget, at det var hurtigere at sejle østpå fra Kap det gode håb indtil man nåede land, og derefter sejle nordpå langs vestkysten af Australien, frem for at følge kysten af det Indiske Ocean, blev hollandske landgange på vestkysten uundgåelige. De fleste af disse landgange var ikke planlagte. Første gang dette skete var i 1616 da Dirck Hartog gik i land på det som nu kaldes Dirk Hartog Island ud for kysten af Vestaustralien hvor han efterlod sig en inskription på en plade af tin. Denne plade kan nu ses på Rijksmuseum i Amsterdam. Den mest kendte landgang med det blodigste resultat var mytteriet og mordet som fulgte vraget Batavia.
Yderligere rejser med hollandske skibe udforskede nordkysten af Australien mellem 1623 og 1636. De gav også Arnhem Land sit nuværende navn. Abel Tasman sejlede på en berømt rejse fra Batavia i 1642 til Papua Ny Guinea, Fiji, New Zealand og nåede den 24. november Tasmanien. Han kaldte det Van Diemen's Land efter Anthony van Diemen, det Hollandsk ostindiske kompagnis generalguvernør i Batavia, som havde udrustet hans rejse. Tasman gjorde krav på Van Diemen's Land på Hollands vegne. Af andre kendte hollandske opdagelsesrejsende ved den australske kyst kan nævnes François Thijssen (med Pieter Nuyts om bord), som opdagede meget af den sydlige kyst i 1627 og Willem de Vlamingh, som kortlagde vestkysten fra 1696 til 1697.
William Dampier var den første englænder som så Australien. Han udforskede den nordvestlige kyst af Australien i 1688 med Cygnet, et lille handelsfartøj. Han foretog en ny rejse i 1699, inden han vendte tilbage til England. Han beskrev noget af floraen og faunaen i Australien, og han var den første europæer som rapporterede om Australiens mærkelige store hoppende dyr.
James Cook har ofte fejlagtigt fået æren for at være den som opdagede Australien. Cook blev sendt i Storbritannien for at observere Venuspassagen fra Tahiti. Han sejlede vestpå i HM Bark Endeavour via Kap Horn og ankom dertil i 1769. På tilbageturen fortsatte han sin udforskning af det sydlige Stillehav på udkig efter det påståede kontinent Terra Australis. Han nåede til New Zealand i oktober 1769 og kortlagde kysterne. Han sejlede så over til Sydøstaustralien, som han først så den 20. april 1770 på et punkt mellem Orbost og Mallacoota på sydøstkysten af det som nu er Victoria. Cooks ekspedition blev dermed den første dokumenterede europæiske ekspedition, som nåede østkysten. Han sejlede derpå hele vejen op langs østkysten hvor Endeavour senere gik på grund på Great Barrier Reef, i nærheden af vore dages Cooktown og måtte repareres. Han nåede til sidst Torresstrædet og Batavia. Han gjorde krav på østkysten, som han kaldte New South Wales, på vegne af Storbritannien den 22. august 1770. Cooks ekspedition identificerede Botanybugten som et passende sted for bosætning. Ekspeditionen returnerede til England via det Indiske Ocean og Kap det gode håb.
Den sidste store marineudforsker var Matthew Flinders som var ansvarlig for at fylde de tilbageværende huller i kortene efter de andre opdagelsesrejsende. Han tog i 1796, Efter bosætningen, en 2,5 meter lang åben båd, Tom Thumb, og udforskede sammen med George Bass noget af kystlinjen Syd for Sydney. Ud fra denne rejse fik han mistanke om at Tasmanien var en ø, og i 1798 ledede han og Bass en ekspedition, der skulle sejre rundt om Tasmanien og bevise teorien. Havet mellem fastlandet til Australien og Tasmanien blev kaldt Bassstrædet. En af de to store øer i Bassstrædet blev kaldt Flinders Island. Flinders vendte tilbage til sit hjemland, England, men blev snart sendt tilbage til Sydney med en langt mere ambitiøs opgave; at rejse rundt om Australien. Dette gjorde han fra 1802 til 03 ved først at sejle til Sydney langs Sydkysten og så at rejse rundt og komme tilbage til Sydney. Samtidig med Flinders ekspedition, blev den australske kyst også kortlagt af franskmanden Nicolas Baudin.

## Kolonisering og straffekoloni
Efter tabet af de amerikanske kolonier, havde Storbritannien behov for at finde alternative destinationer som kunne modtage de indsatte fra deres overbefolkede fængsler. De var hovedsagelig fulde på grund af arbejdsløsheden som den industrielle revolution skabte. Joseph Banks, forskeren som fulgte kaptajn James Cook på hans rejse i 1770, anbefalede Botanybugten som et egnet sted. Den første flåde med elleve skibe og ca. 1.305 personer (736 straffefanger, 211 marinesoldater, 17 børn af fangerne, 27 koner til marinesoldaterne, 14 børn af marinesoldaterne og omkring 300 officerer og andre) satte sejl mod Botanybugten i 1787 under ledelse af Arthur Phillip. Da de ankom, anså de Botanybugten for at være uegnet, og den 26. januar 1788, en dato som nat fejres som Australia Day, gik de i land ved Sydney Cove i nærheden. Phillip opkaldte bosætningen efter Thomas Townshend, baron Sidney, indenrigsministeren. Den nye koloni blev formelt udråbt som kolonien New South Wales den 7. februar.
26. januar 1788 var også dagen hvor den franske ekspedition på to skibe ledet af admiral Jean-François de La Pérouse, ankom til Botanybugten og Sydney Cove. De blev høfligt modtaget, selv om den anden ekspedition betød problemer for englænderne, da den viste at Frankrig var interesseret i det nye land. Den franske ekspedition kunne ikke få proviant fra den magre engelske flåde, men tog vand om bord og rejste videre, og kom aldrig tilbage. En forstad til Sydney er opkaldt efter La Pérouse. Andre franske geografiske navne langs kysten af Australien stammer også fra denne ekspedition.
To franske skibe, La Recherche og L'Espérance, ankrede i 1792 op i en havn nær Tasmaniens sydligste punkt som de kaldte Recherchebugten. Dette var på et tidspunkt hvor Storbritannien og Frankrig konkurrerede om at blive de første som udforskede og koloniserede Australien. Ekspeditionen medbragte forskere og kartografer, gartnere, kunstnere og hydrografer som plantet, identificerede, kortlagde, markerede, nedtegnede og dokumenterede miljø og mennesker i de nye lande som de kom til på vegne af det uerfarne Société D'Histoire Naturelle.
Den europæiske bosætning begyndte med en flok straffanger, bevogtet af andenrangs soldater. Hver tredje af straffefangerne stammede fra Irland. En femtedel af irerne blev transporteret bort i forbindelse med politiske oprør og forstyrrelser i forbindelse med ejerskab af land, som var almindelige i Irland på den tid. Mens nybyggerne var nok så godt udrustede, havde en ikke tænkt på at sørge for at der var den fornødne ekspertise tilstede til at gøre kolonien selvforsynende. Få af straffefangerne havde erfaring med jordbrug eller handel (i lighed med soldaterne, for øvrig). Den manglende forståelse for Australiens årstidsmønster gjorde, at de første forsøg på landbrug slog fejl. De var derfor afhængige af hvad soldaterne kunne skyde af dyr og fugle for at få mad. Kolonien sultede næsten, og Phillip var tvunget til at sende et skib til Batavia efter forsyninger. Nogen undsætning kom der med den anden flåde i 1790, men livet var ekstremt hårdt i koloniens første år.
Straffefanger blev i reglen dømt til syv eller fjorten års strafarbejde, eller i resten af deres naturlige liv. Ofte var disse straffe ændret fra dødsstraf som var straffen for en bred vifte af kriminalitet. Når de ankom til en straffekoloni, blev straffefanger knyttet til forskellige typer arbejde. De, som havde et fag, fik opgaver knyttet til deres evner (stenarbejdere, for eksempel, var der stor mangel på), mens de ufaglærte blev knyttet til arbejdsopgaver såsom bygning af veje eller andre lignende opgaver. Kvindelige straffefanger fik sædvanligvis opgaver som tjenestefolk for de frie nybyggere. Hvor det var muligt blev straffefanger knyttet til frie nybyggere som var ansvarlige for at føde og opdrage dem. Til gengæld for dette fik nybyggerne land. Dette system reducerede arbejdsbyrden for den centraladministrationen. De straffefanger, som ikke blev knyttet til nybyggere, fik husly i barakker som Hyde Park Barracks eller Parramatta Female Factory.
Disciplineringen af straffefangerne var hård. Straffefanger som ikke ville arbejde eller som nægtede at følge ordrer blev straffet med piskning, sat i strengere opbevaring (fodlænker) eller transporteret til en strengere straffekoloni. Straffekolonierne i Port Arthur og Moreton Bay var strengere end den i Sydney, og den på Norfolk Island var strengest af alle. De straffefanger som opførte sig pænt, fik til sidst en ticket of leave som gav dem en vis grad af frihed. De, som fuldførte deres straf eller blev benådet, forblev sædvanligvis i Australien som frie nybyggere og kunne selv modtage straffefanger som tjenere.
Straffefangen James Ruse havde inden 1790 startet en vellykket gård nær Parramatta, det første vellykkede landbrugsforetagende, og han blev snart fulgt af andre. Kolonien begyndte at producere tilstrækkelig mad til, at den blev selvforsynende, og levestandarden for indbyggerne blev gradvis bedre.
200 undslupne, for det meste irske, straffefanger gennemførte i 1804 straffefangeoprøret på Castle Hill, men det blev hurtigt slået ned af New South Wales Corps. Den 26. januar 1808 var der et militært oprør mod guvernør Bligh ledet af John Macarthur. Efter dette fik guvernør Lachlan Macquarie mandat til at genoprette styret og disciplinen i kolonien. Da han ankom i 1810, tvangsdeporterede han NSW Corps og tilkaldte 73. regiment til at erstatte dem.

## Udforskningen af landets indre
De indre dele af landet blev gradvis åbnet for europæisk bosættelse i løbet af kolonitiden, og nogle af disse opdagelsesrejsende er berømte. Burke og Wills er bedst kendt for deres tragiske død under rejsen gennem det indre af Australien fra Melbourne til Carpentariabugten. Mænd som Hamilton Hume og Charles Sturt er også kendte. Andre betydelige hændelser inkluderer krydsningen af Blue Mountains ledet af Gregory Blaxland i 1813. Han blev ledsaget af William Lawson, William Wentworth og fire tjenere.
I mange år blev planerne om ekspansion vestover fra Sydney forhindret af Great Dividing Range, en stor bjergkæde som lå ved østkysten i fra grænsen mellem Queensland og New South Wales til Sydkysten. Den del af bjergkæden, som ligger i nærheden af Sydney kaldes Blue Mountains. Guvernør Philip Gidley King erklærede at de var uigennemtrængelige, men til trods herfor, lykkedes det Gregory Blaxland i at lede en ekspedition der skulle krydse dem i 1813. Denne rejse banede vej for talrige små ekspeditioner som blev foretaget i de følgende år.
Guvernør Thomas Brisbane bad i 1824 Hamilton Hume og William Hovell om at rejse fra Humes station nær vore dages Canberra til Spencerbugten (vest for Adelaide). Men da de selv skulle finansiere rejsen, bestemte Hume og Hovell sig for at Western Port var et mere realistisk mål, og de drog af sted med en gruppe på seks mand. De nåede til sidst til et sted ved vore dages Geelong, noget vest for deres mål, efter at have opdaget og krydset floderne Murrumbidgee og Murray.
Charles Sturt gennemførte i 1829-30 en ekspedition som fandt stedet hvor floderne Murray og Darling mødtes før den fortsatte til mundingen af Murray. Ekspeditionen lignede den som Hume og Hovell afslog. De fulgte Murrumbidgee til den mødte Murray. Opdagelsen af at Darling, Macquarie, Murray og Murrumbidgee alle flød vestpå, fik mange til at tro, at der var et indlandshav i det indre af Australien. Søgningen efter indlandshavet blev en inspiration for mange tidlige ekspeditioner vest for Great Dividing Range. Denne søgning fik mange opdagelsesrejsende til at udholde ekstreme strabadser. Charles Sturts ekspedition forklarede mysteriet. Denne ekspedition førte også til at Sydaustralien blev åbnet for bosættelse.
Thomas Mitchell, opmålingslederen for New South Wales, gjorde en betydelig opdagelse i 1836. Han ledede en ekspedition langs Lachlan River ned til Murray. Han satte sat kurs efter sydkysten og kortlagde det som nu er det vestlige Victoria. Der opdagede han det bedste græsningsland som nogen sinde blev fundet i Australien. Han blev adlet for denne opdagelse i 1837. Da han nåede kysten ved Portlandbugten, blev han overrasket over at finde en lille bosættelse. Den var blevet etableret af familien Henty, som var sejlet over Bassstrædet fra Van Diemen's Land i 1834, uden at myndighederne var blevet informeret.
I 1860-61 ledede Robert O'Hara Burke og William John Wills en ekspedition på 19 mænd som skulle krydse Australien fra Melbourne i Syd til Carpentariabugten i nord, en distance på omkring 2.800 km. Turen nordpå lykkedes, selv om de blev stoppet af sumplandskab 5 km fra den nordlige kystlinje. På grund af dårligt lederskab og uheld døde begge ekspeditionslederne på tilbageturen. i alt mistede syv mænd livet, og bare en mand, John King, gennemførte hele turen og vendte levende tilbage til Melbourne.

## Væksten til de frie bosættelser
Den anden flåde i 1790 førte to mænd til Sydney som skulle spille vigtige roller i koloniens fremtid. Den ene var D'Arcy Wentworth, hvis søn (William Charles) blev opdagelsesrejsende, grundlagde Australiens første avis og blev leder af bevægelsen for afskaffelse af straffefangetransporterne og etablering af et repræsentativt styre. Den anden var John Macarthur, skotsk officer (og fjern slægtning af general Douglas MacArthur), som blev en af grundlæggerne af den australske uldindustri, der lagde grundlaget for Australiens fremtidige velstand. Macarthur var et turbulent element. Han var en af lederne af romoprøret mod guvernør William Bligh i 1808.
Kolonien begyndte fra omkring 1815 under guvernør Lachlan Macquarie at vokse hurtigt eftersom frie nybyggere ankom og nyt land blev åbnet for landbrug. Til trods for den lange og hårde sørejse, blev nybyggerne tiltrukket af muligheden for at skabe sig et nyt liv på så godt som gratis land. Fra slutningen af 1820’erne blev bosætning kun tilladt i begrænsede områder, kendt som de Nineteen Counties. Mange nybyggere besatte områder uden tilladelse og udenfor disse tillade bosætningsgrænser. De var kendt som squatters (besættere) og blev grundlaget for en mægtig landbesiddende klasse. Som følge af modstand fra arbejdere og håndværkere sluttede transporterne med straffefanger til Sydney i 1840, men de fortsatte til de mindre kolonier Van Diemen's Land (først bosat i 1803) og Moretonbugten (grundlagt 1824 og senere kaldet Queensland) i endnu nogle få år.
Swan River-bosættelsen som Vestaustralien oprindelig blev kaldt, var centreret omkring Perth og blev grundlagt i 1829. Kolonien led af langvarig mangel på arbejdskraft, og inden 1850 havde lokale kapitalister held til at overtale London til at sende straffefanger. Transporterne sluttede ikke før i 1868. New Zealand var en del af New South Wales frem til 1840, hvor det blev en separat koloni.
Hver koloni blev ledet af en britisk guvernør, udnævnt af den engelske monark. Det meste af administrationen af de tidlige kolonier blev udført af militæret. Militæret, som havde ansvaret for kolonien New South Wales, var kendt som romkorpset på grund af deres kontrol over distribueringen af rom, den vigtigste byttevare i kolonien på den tid. Der var betydelig misfornøjelse med måden som nogen af kolonierne blev drevet på. I New South Wales førte dette til romoprøret.
Kolonierne var meget afhængige af import fra England for at overleve. Hen mod 1850 begyndte australske forretningsmænd at skabe sig velstand. Partnerskabet Berry and Wollstonecraft er et eksempel. De tjente stort på landejendomme, strafarbejde og eksport af lokal cedertræ tilbage til England.

## Guldfeber
Der blev først fundet guld i 1851 i Bathurst i New South Wales og derpå i den nyoprettede koloni Victoria. Opdagelsen af guld forvandlede Australien økonomisk, politisk og demografisk. Guldfundet skete lige efter en omfattende verdensomspændende økonomisk lavkonjunktur. Resultatet var at ca. to procent af befolkningen i Storbritannien og Irland emigrerede til New South Wales og Victoria i løbet af 1850'erne. Der var også et stort antal kontinentale europæere, nordamerikanere og kinesere. Kontinentets befolkning steg fra 430.000 i 1851 til 1,7 millioner i 1871. Efter guldfundene blev også de første jernbane- og telegraflinjer bygget.
Guld skabte velstand for nogle få, og nogle af Australiens ældste rige familier kan datere deres formuer til denne periode. Men den førte også til arbejde og moderat velstand for mange flere. I løbet af få år overgik disse nye nybyggere straffefangerne og de tidligere straffefanger i antal. De begyndte at kræve retssag ved en jury, repræsentativt styre, fri presse og de andre symboler på frihed og demokrati.
I modsætning til populære myter var der kun lidt modstand mod disse krav fra koloniernes guvernører og kolonikontoret i London, men der var nogen modstand fra ”besætterne”. New South Wales havde allerede haft en delvis valgt lovgivende forsamling siden 1825. Eureka Stockade, en bevæbnet protest fra guldgraverne i Victoria, og debatten som fulgte, fungerede som en betydelig katalysator for demokratiske reformer. New South Wales, Victoria, Sydaustralien og Tasmanien (som Van Diemen's Land nu hed) fik selvstændige regeringer med to-kammer parlament hvor det ene hus var valgt fuldt ud. Overhuset (lovgivende råd) forblev domineret af regeringsudnævnte og ”besætternes” repræsentanter som var bekymrede for at de radikale demokrater kunne forsøge at tage deres enorme fårefarme. Deres frygt var delvis berettiget, efter at Selection Acts i 1860'erne, og især Robertson Land Acts i 1861, begyndte den langsomme opsplitning af besætternes ejendomme i Australiens mere befolkede områder.
Guldfeberen og den hurtige ekspansion af bosættelserne som fulgte, var en katastrofe for de indfødte australiere. Mellem den første europæiske kontakt og begyndelsen af det 20. århundrede, sank aboriginerbefolkningen fra ca. 500.000 til omkring en tiendedel af det antal. Mange blev dræbt med våben eller forgiftet, en endnu større antal sultede ihjel på grund af europæernes erobring af deres land, men den alvorligste dræber var de europæiske sygdomme. Kopper, mæslinger og influenza dræbte mange. For et folk uden de tusindvis af år af genetisk udviklet modstand mod sygdomme som europæerne havde, var selv skoldkopper dødelig. Af de 90 % af aboriginerbefolkningen som døde som resultat af kontakten med europæerne, er det anslået at omkring 80 % eller 90 % af dødsfaldene var et resultat af sygdom. De værst ramte grupper var de som levede i de mest frugtbare områder, hvor befolkningstætheden var højest.

## Opgangstider, lavkonjunkturer og arbejderbevægelsen
Den hurtige økonomiske ekspansion som fulgte guldfundene skabte en velstandsperiode som varede i 40 år og som kulminerede i det store Land Boom i 1880’erne. Særlig Melbourne voksede hurtigt og blev Australiens største by, og var en overgang den næststørste by i det britiske rige. Byens victorianske bygninger er en varig erindring om denne periode. Murerne i Melbourne var de første organiserede arbejdere i australsk arbejderbevægelse og i verden som opnåede en ottetimers-dag i 1856. Melbourne Trades Hall blev åbnet i 1859, og alle byer og de fleste regionale landsbyer fulgte efter i de næste 40 år med etablering af arbejderråd og Trade Halls.
I løbet af 1880'erne udvikledes fagforeninger blandt fåreklippere, minearbejdere og havnearbejdere, men spredte sig snart til at dække alle arbejdergrupper. Mangel på arbejdskraft førte til høje lønninger for en velstående dygtig arbejderklasse som havde fagforeninger som krævede og fik ottetimers-dag og andre fordele som var uhørte i Europa. Australien fik ry som arbejderklassens paradis. Nogle arbejdsgivere forsøgte at omgå fagforeningerne ved at importere kinesisk arbejdskraft. Dette førte til en reaktion, som fik alle kolonierne til at lægge restriktioner på kinesisk og anden asiatisk immigration. Dette var grundlaget for Hvidt Australien-politikken. Australian compact, baseret på centraliseret industriel voldgift, en grad af assistance fra myndighederne for primærindustrien og Hvidt Australien politikken fortsatte i mange år inden den gradvis blev afskaffet i anden halvdel af det 20. århundrede.
Opgangstiderne kunne ikke vare evigt, og i 1891 kom Great Crash, en tiårig lavkonjunktur som skabte høj arbejdsløshed og ruinerede mange virksomheder. Arbejdsgiverne svarede igen med at sænke lønningerne. Fagforeningerne svarede igen med en række strejker, særlig den bitre og langvarige 1890 Australian Maritime Dispute og fåreklipperstrejkerne i 1891 og 1894. Koloniregeringen som for det meste bestod af liberale, som fagforeningerne længe havde set som allierede, vendte sig skarpt mod arbejderne, og der var en række blodige sammenstød, særlig i de landlige områder af Queensland. Fagforeningerne svarede på disse nederlag og det de så som svig fra liberale politikere ved at danne egne politiske partier indenfor de respektive kolonier, forløbere for det Australske arbejderparti. Disse partier fik hurtigt succes. Queensland fik i 1899 verdens første arbejderpartiregering, Dawson-regeringen, som blev siddende i seks dage.
De industrielle stridigheder i 1890'erne skabte en ny australsk radikalisme og nationalisme som er eksemplificeret i det Sydney-baserede magasin The Bulletin, under dets legendariske redaktør, J. F. Archibald. Forfattere som A. B. Banjo Paterson, Henry Lawson og (lidt senere) Vance og Nettie Palmer og Mary Gilmour fremmede socialisme, republikanisme og australsk uafhængighed. Denne nyopdagede australske bevidsthed fødte også en markant racisme mod kinesiske, japanske og indiske immigranter. Holdningen mod indfødte australiere i perioden varierede fra direkte væbnede fjendtligheder som det blev set i tidligere tider til en paternalistisk udjævning af puden politik, der blev skabt for at civilisere de sidste rester af det, som blev set som en uddøende race.

## Fremstød mod føderation
En bevægelse for en føderation for kolonierne voksede frem sent i 1880'erne på et tidspunkt, da der var stigende nationalisme blandt australierne, hvoraf den store majoritet var født i landet. Ideen om at være australsk begyndte at blive fremhævet i sange og digte. Dette var fostret af forbedringer i transport og kommunikation såsom etableringen af telegraf mellem kolonierne i 1872. De australske kolonier var også påvirket af andre føderationer som dukkede op rundt omkring i verden, især USA, Canada og Schweiz.
Lavkonjunkturen i 1890’erne, den mest alvorlige Australien havde stået ovenfor, fik ineffektiviteten af de seks kolonier til at virke endnu mere latterlig, og et bevægelse mod en australsk føderation indledtes, særlig i grænseområderne. Andre motiver for føderation var behovet for en fælles immigrationspolitik og frygten for andre europæiske magter, Frankrig og Tyskland, som begge ekspanderede i regionen. Queensland var f.eks. travlt optaget med at importere kontraktarbejdere fra Ny Kaledonien, kendt som kanakker, til at arbejde i sukkerindustrien. Både fagforeningerne og de andre kolonier modsatte sig dette på det kraftigste. Britiske militære ledere som Horatio Kitchener opfordrede Australien til at danne en national hær og marine. Dette krævede helt klart en føderal regering. Det var heller ingen tilfældighed at i 1890'erne var majoriteten af australierne, børn af guldfeberimmigranterne, født i Australien.
Statsministeren i New South Wales, Henry Parkes, var til at begynde med leder for føderationsbevægelsen, men de andre kolonier havde en tendens til at se på dette som et komplot for at sikre New South Wales' dominans. Et indledende forsøg på at få godkendt en føderal konstitution i 1891 slog fejl. Sagen blev så taget op gennem Australian Natives Association og yngre politikere som Alfred Deakin og Edmund Barton. Efter et føderalistkonvent i Corowa i 1893 blev kolonierne enige om at holde valg til et føderalt konvent som skulle mødes i forskellige byer i 1897 og 1898. Et udkast til grundlov, fortrinsvis forfattet af Queensland-dommeren Samuel Griffith, blev godkendt og lagt ud til folkeafstemning i kolonierne i 1899 og 1900. Vælgerne i New South Wales forkastede udkastet fordi det gav for meget magt til de mindre kolonier, men til slut blev det opnået et kompromis.
Diskussioner mellem australske og britiske repræsentanter førte til at den britiske regering vedtog at konstituere Commonwealth of Australia sent i 1900. Kolonisekretæren Joseph Chamberlain afsporede næsten hele processen ved at insistere på at britiske domstole skulle beholde myndigheden over Australien. Australierne gik til slut nølende med på dette. Dronning Victoria af Storbritannien gav hendes kongelige godkendelse af Commonwealth of Australia Constitution Act 1900 den 9. juli som oprettede det australske commonwealth og dermed forenede de enkelte kolonier på kontinentet under en føderal regering. Loven trådte i kraft den 1. januar 1901.

## Føderation og verdenskrigene
Føderationen af de seks kolonier blev den 1. januar 1901 opnået efter ti år med planlægning, konsultationer og afstemninger. Australien var født som en dominion i det britiske imperium.
Northern Territory blev overført fra Sydaustraliens regering til Australien i 1911. Fra 1. februar 1927 til 12. juni 1931 var Northern Territory delt op i Nordaustralien og Centralaustralien ved 20° sydlig bredde. New South Wales fik i 1915 yderligere et territorium, Jervis Bay Territory som bestod af 6.677 hektar.
Melbourne blev valgt som det midlertidige sæde for myndighederne. Australian Capital Territory (ACT) blev dannet fra New South Wales i 1911 for at skaffe plads til den planlagte nye forbundshovedstad Canberra. Den senere kong George 5., der dengang var hertug af York, åbnede det første parlament den 9. maj 1901, og hans efterfølger (som senere blev kong George 6.) åbnede den første session i Canberra i maj 1927.
De første valg til det nye forbundsparlament i marts 1901 resulterede i, at ingen af de tre partier fik flertal i nogen af parlamentets to kamre. Edmund Barton dannede regering med sit Protektionistiske parti støttet af arbejderpartiet Labor med George Reids Frihandelsparti i opposition. Barton-regeringen gennemførte megen fundamental lovgivning og gjorde Hvidt Australien-politikken til lov, før den blev efterfulgt af Deakin-regeringen i 1902.
I 1909 slog protektionisterne og Frihandelspartiet sig sammen og dannede Commonwealth Liberal Party, men dette var ikke nok til at hindre, at Labor kom til magten under Andrew Fisher i 1910. Labor led et knebent nederlag i 1913 og så ud til at være på vej til at blive Australiens dominerende politiske parti. Men udbruddet af første verdenskrig skulle forandre australsk politik for altid.
Australien sendte mange tusinde soldater af sted for at kæmpe for Storbritannien i krigen, og tusindvis mistede livet i Gallipoli på den tyrkiske kyst og endda flere i Frankrig. Både de australske sejre og tabene i første verdenskrig har bidraget betydeligt til den nationale australske identitet. Dengang blev det omtalt som Australiens ilddåb. Over 60.000 australiere døde under konflikten og 155.000 blev såret. Australien har stadig en årlig fridag til minde om de som døde i krigen, ANZAC Day, 25. april, datoen for den første landgang ved Gallipoli i 1915. Paraderne tiltrækker store folkemængder i hele Australien (og New Zealand). ANZAC står for Australian and New Zealand Army Corps.
Statsminister Billy Hughes fra Labor bestemte i 1916, at almen værnepligt var nødvendig, hvis styrken af Australiens militære styrker ved fronten skulle opretholdes. Labor og fagforeningerne var bitre modstandere af værnepligten, og Hughes og hans tilhængere blev smidt ud af partiet, da de nægtede at give efter. Det australske folk stemte i 1916, og igen i 1917, mod værnepligt ved nationale folkeafstemninger. Hughes sluttede sig sammen med de liberale og dannede Nationalistpartiet og blev siddende til 1923, hvor han blev efterfulgt af Stanley Bruce. Labor forblev svagt og splittet op gennem 1920'erne. Det nye Country Party tog mange landbostemmer fra Labor, og i 1923 dannede det en koalitionsregering med nationalisterne.
Australiens afhængighed af eksport af produkter som hvede og uld var alvorlig udsat for den store lavkonjunktur i 1930'erne som førte til arbejdsløshed og fattigdom som var værre end det man så i 1890'erne. Labor under James Scullin vandt i 1929 en overvældende sejr ved valget, men evnede ikke at gøre noget ved lavkonjunkturen. Labor blev delt i tre fraktioner og mistede magten i 1932 til et nyt konservativt parti, United Australia Party (UAP) ledet af Joseph Lyons, og kom ikke tilbage til magten igen før 1941. Australien kom sig meget langsomt over lavkonjunkturen sent i 1930'erne. Lyons døde i 1939 og blev efterfulgt af Robert Menzies.
Vedtagelsen af Westminster-statutten i 1931 gjorde formelt en ende på de fleste konstitutionelle forbindelser mellem Australien og Storbritannien, men Australien indførte ikke statutten før 9. oktober 1942. Fra da af var Australien selvstyrende både i interne og eksterne forhold.
Australien sendte igen sine væbnede styrker afsked for at kæmpe sammen med Storbritannien i anden verdenskrig. Australske styrker spillede en fremtrædende rolle i kampene i Felttoget i Nordafrika, herunder operation Compass, belejringen af Tobruk, det græske felttog, slaget om Kreta, det syrisk-libanesiske felttog og det Andet slag om el-Alamein. Menzies blev vurderet som en upassende leder i krigstid, og i 1941 overtog Labor magten under John Curtin. Krigen kom nærmere da HMAS Sydney og den tyske hjælpekrydser Kormoran sænkede hinanden ud for Vestaustralien. Sydney gik ned med hele sit mandskab på 645 mænd, og selve skibet blev aldrig fundet igen.
Efter angrebet på Pearl Harbor og på de allierede stater i Østasien og Stillehavet, fra 8. december (australsk tid) 1941, insisterede Curtin på at de australske styrker skulle hentes hjem for at bekæmpe Japan. Efter Singapores fald i februar 1942 blev 15.000 australske soldater krigsfanger. Nogle få dage senere blev Darwin bombet af tunge japanske bombefly, første gang det australske fastland nogensinde blev angrebet af fjendtlige styrker, en hændelse som næsten førte til panik i landet. I løbet af de næste 19 måneder blev Australien angrebet fra luften næsten 100 gange.
Chokket over Storbritanniens nederlag i Asien i 1942 og truslen om japansk invasion fik Australien til at vende sig til USA som ny allieret og beskytter. Curtin smedede en tæt alliance med USA, en fundamental ændring i australsk udenrigspolitik. General Douglas MacArthur, øverstkommanderende i det sydvestlige Stillehav, flyttede sit hovedkvarter til Australien. Japanske dværgubåde sænkede et troppetransportskib i et vovemodigt raid mod Sydney Harbour i maj 1942. Den japanske ubåd I-24 som ikke var en dværgubåd, beskød tre af Sydneys forstæder den 8. juni 1942. Målet var Sydney Harbour Bridge. Ti granater blev afskudt på fire minutter. Kun en eksploderede og den alvorligste skade var en brækket fod. Truslen om japansk invasion blev forhindret af den allierede succes i slagene i Koralhavet og ved Midway.
Australske styrker kæmpede derpå indædt mod japanske forsøg på at tage Port Moresby gennem Kokoda Track i højlandet på Ny Guinea. Den australske sejr i slaget ved Milne Bay var første gang allierede styrker bekæmpede japanske landstyrker. Men slaget ved Buna-Gona satte tonen for de sidste hårde etaper i felttoget på Ny Guinea som fortsatte ind i 1945. Det blev fulgt af det australsk ledede amifibie angreb mod japanske baser på Borneo.
Alliancen med USA blev senere formaliseret gennem ANZUS-pagten i 1951.

## Efterkrigstidens velstand
Efter anden verdenskrig satte den australske regering gang i et massivt program for europæisk immigration. Det virkede som at landet måtte befolkes eller forsvinde efter at de havde undgået en japansk invasion og oplevet angreb på australsk jord for første gang. Statsminister Ben Chifley erklærede senere at en mægtig fjende så sultent på Australien. Den trussel kan vende tilbage. Vi må befolke Australien sat hurtigt som vi kan før nogen andre bestemmer sig for at befolke det for os. Immigrationen førte traditionelle emigranter fra Storbritannien sammen med, for første gang, et stort antal syd- og centraleuropæere. En blomstrende australsk økonomi stod i skarp kontrast til det krigshærgede Europa. Hundredtusindvis af fordrevne europæere, og for første gang også et stort antal jøder, migrerede til Australien. Mere end to millioner mennesker ankom mellem 1948 og 1975.
Fra starten af var det meningen at hovedparten af disse emigranter skulle være fra de britiske øer og at efterkrigstidens migrationsplaner skulle sikre den britiske karakter af det australske samfund. Storbritannien forblev den dominerende kilde til emigranter, men afrejselandene blev udvidet til at inkludere kontinentaleuropæiske lande for at opfylde Australiens ambitiøse mål for indvandring.
Fra sidst i 1940'erne modtog Australien betydelige bølger af mennesker fra lande som Grækenland, Italien, Tyskland, Jugoslavien og Holland. Australien søgte aktivt efter disse immigranter, og regeringen assisterede mange af dem finansielt. De nyligt ankomne emigranter fandt arbejde på grund af en ekspanderende økonomi og betydelige infrastrukturprogrammer såsom Snowy Mountains-anlægget, der var igangsat af regeringen.
Robert Menzies' nydannede Liberal Party of Australia dominerede meget af den umiddelbare efterkrigstid og besejrede Labors regering under Ben Chifley i 1949. Chifley havde ledet krigstidsregeringen efter at Curtin døde i 1945. Menzie ledede efterkrigstidens ekspansion og blev landets længst siddende leder, og han var den dominerende figur i australsk politik frem til 1960'erne. Menzies blev styrket af frygten for kommunisterne under den kolde krig, og i 1951 var han tæt på at vinde en folkeafstemning, som ville have betydet, at han kunne forbyde Australiens kommunistparti. Menzies brugte penge på højere uddannelser og udvikling af industrien.
Forædlingsindustrien som tidligere spillede en mindre rolle i en økonomi domineret af primære erhverv, ekspanderede i stor grad. Afskaffelsen af Hvidt Australien-politikken i 1970'erne som førte til immigration fra Asien og andre dele af verden, har sammen med et massivt immigrationsprogram radikalt forvandlet Australiens demografi, kultur og selvforståelse. Selv om politikken er afskaffet, forekommer der stadig tilfælde af racisme. 
Menzies opretholdt også alliancen med USA. Forsvarstraktaten ANZUS blev underskrevet i 1951 med USA og New Zealand, og Australien bidrog med styrker i Koreakrigen, Vietnamkrigen og undtagelsestilstanden i Malaysia. Australiens deltagelse i Vietnam, og særlig brugen af værnepligt, blev politisk belastende og mødte massive protester, selv om de fleste af disse var fredelige. Det liberale parti beholdt magten under Menzies' efterfølgere, Harold Holt som forsvandt i 1967 mens han svømmede i havet, John Gorton og William McMahon, men hver af disse statsministre blev sædvanligvis regnet for at være mindre dygtige politikere end deres forgængere.
Slutningen af 1960'erne og begyndelsen af 1970'erne havde også, i det mindste ifølge mange australiere som var unge voksne på den tid, en blomstrende australsk kultur. Indfødte australiere opnåede flere rettigheder, restriktioner på immigration og censurlove blev fjernet, det blev etableret teatre og operaer ud over landet og australsk rock begyndte eksplicit at omhandle australske forhold. Det sydafrikanske landshold i rugbys 6 ugers turne i Australien i 1971 havde stor indflydelse på at hæve opmærksomheden på den uret som var begået mod aboriginerne i Australien og førte også til at Australien blev det første vestlige land, som afbrød sportsforbindelserne med Sydafrika.
Gough Whitlam blev den første statsminister fra Labor i 23 år og gennemførte omfattende reformer såsom indførelsen af almindelig sygeforsikring og reformer i skilsmisse- og familielovene. Whitlams radikale og arrogante stil fik mange vælgere til at tabe tilliden til ham, og efter en række ministerskandaler i 1975, brugte senatet for første gang sin konstitutionelle magt til at blokere regeringens budget. Da Whitlam nægtede at give sig, blev han afskediget af generalguvernør John Kerr den 11. november. Til trods for fordømmelse fra en stor del af den australske offentlighed som disse handlinger førte til, vandt den konservative leder Malcolm Fraser det efterfølgende valg og beholdt magten frem til 1983. De sociale reformer fra Whitlams tid blev beholdt og på nogle områder fortsat under Fraser. Labor vendte tilbage til magten under den tidligere fagforeningsleder Bob Hawke, en langt mere forsonlig figur end Whitlam.
De sidste konstitutionelle bånd mellem Australien og Storbritannien blev brudt i 1986 og afsluttede enhver britisk rolle i de australske stater og fjernede muligheden for juridiske appeller til Storbritanniens Privy Council. Australien forblev et konstitutionelt monarki med dronning Elisabeth 2. som dronning af Australien. Forslaget om at etablere republik i 1999 blev forkastet ved en folkeafstemning. Australiens formelle forbindelser til sin britiske fortid bliver stadig tyndere, men de kulturelle forbindelser er fortsat betydelige. Efter valget af Whitlam-regjeringen i 1972 har der været en stigende fokus på nationens fremtid som del af den såkaldte Asien-Stillehavet region.
Der var alvorlige bekymringer for Australiens fremtidige økonomi i 1980'erne, med alvorlige budgetunderskud og til tider høj arbejdsløshed. Hawkes regering introducerede mange økonomiske reformer, herunder lavere told, flydende valutakurs, privatisering af mange offentlige tjenester og vigtigst af alt, en aftale med fagforeningerne om at moderere lønkravene og acceptere mere fleksible arbejdsforhold mod skattenedsættelser til gengæld. Mange af disse reformer, som blev fortsat af efterfølgende regeringer, så til sidst ud til at få økonomien bragt på fode igen.
Til dels på grund af splittelse på den konservative fløj sad Hawke ved magten indtil 1991, hvor han blev afsat af sin tidligere næstformand Paul Keating, som holdt Labor ved magten frem til 1996. Den økonomiske vækst fortsatte gennem 1990'erne på et højere niveau end de fleste af Australiens handelspartnere på trods af nedgangstider andre steder.

## Indfødtes rettigheder
Australierne begyndte fra 1950'erne at revurdere deres holdning til racespørgsmålet. Der blev grundlagt en rettighedsbevægelse for aboriginerne, støttet af mange liberale hvide australiere, og en kampagne mod Hvidt Australien-politikken blev også sat i gang. Der blev holdt en folkeafstemning i 1967 som med overvældende flertal godkendte at ændre grundloven ved at fjerne diskriminerende referencer og gav parlamentet magt til at vedtage love specifikt for indfødte australiere. Denne folkeafstemning gav ikke aboriginerne statsborgerskab, den gav dem heller ikke stemmeret, for det havde de allerede, men ved at fjerne denne magt fra statsparlamenterne, gjorde det en ende på systemet med reservater for indfødte australiere som eksisterede i hver stat, noget som betød, at de indfødte kunne bevæge sig mere frit og udøve mange af sine borgerrettigheder for første gang. Fra slutningen af 1960'erne udviklede der sig også en bevægelse for indfødtes rettigheder til jord. Neville Boner blev i 1971 den første aboriginer som blev valgt til det australske parlament.
I store dele af det 20. århundrede havde australske myndigheder fjernet mange aboriginerbørn fra deres familier. Denne praksis var ganske vist fordelagtig for nogle, men den gjorde stor skade mod aboriginerfolket som sådan, kulturelt og emotionelt. Begrebet stolen generation blev indført for at beskrive disse familier. Siden udgivelsen af en føderal regeringsrapport i 1997, Bringing Them Home, har alle statsmyndigheder fulgt anbefalingerne i rapporten om at udstede formelle undskyldninger for deres tidligere praksis mod aboriginerfolket, og det samme har mange lokale myndigheder. Howard-regeringen nægtede at komme med en sådan oprejsning, til trods for anmodninger fra aboriginerfolket og mange andre dele af samfundet, på grund af at det ville medføre en lovmæssig indrømmelse af skyld og føre til udstrakte krav om kompensation.

## 1991 til i dag
Efter Vietnamkrigen blev australske militære styrker for det meste holdt hjemme gennem resten af 1970'erne og 1980'erne. Opgaverne blev begrænset til opgaver med lav risiko som den stort set symbolske udsendelse af to krigsskibe i golfkrigen i 1991. Men i det seneste tiår har Australien deltaget i en højtprofilerede militære operationer. Det første skete i Østtimor i 1999, hvor hovedparter af styrkerne i INTERFET, de fredsbevarende styrker, bestod af personel fra ADF, særlig i begyndelsen. SAS-styrker udgjorde den mest højtprofilerede del af operation Slipper, Australiens bidrag til invasionsstyrken i Invasionen af Afghanistan i 2001. Disse militære bidrag havde høj offentlig støtte. I Østtimor blev operationen påtvunget en nølende regering af pres fra offentligheden. Regeringen var bange for at provokere Indonesien til en konflikt i fuld skala. Australiens bidrag til invasionen af Irak i 2003 og deres senere tilstedeværelse der, gav anledning til en betydelig debat.
Der har vært et antal andre fredsbevarende og stabiliserende operationer, særlig på Solomonøerne og igen i Østtimor i 2006. Men denne udvidede deltagelse i risikofyldte operationer har ikke resulteret i et eneste dødsfald i kamp, kun nogle få dødsfald som følge af ulykker.
Den australske republikanisme som opstod i 1890'erne forsvandt under første verdenskrig. De monarkistiske følelser i Australien havde et højdepunkt i årene under Menzies med det meget vellykkede besøg af Elisabeth 2. i 1954. Spørgsmålet om republik dukkede ikke op igen før i 1970'erne. Spørgsmålet blev i 1990'erne taget op i den nationale debat af statsminister Paul Keating, som i 1993 lovede at indføre en australsk føderal republik inden 100-årsjubilæet for føderationen i 2001. Meningsmålinger har jævnligt vist, at et flertal af australierne støtter en australsk republik, men en folkeafstemning om spørgsmålet afviste indførelse af en republik den 6. november 1999.
Nogle republikanere lagde skylden for nederlaget på den konservative statsminister, og monarkist, John Howard hvis lederskab med sikkerhed ikke hjalp den republikanske sag. Men der var andre væsentlige årsager, herunder en splittelse mellem minimalistiske republikanere som ønskede en australsk præsident som skulle vælges af det føderale parlament (ligesom for eksempel i Tyskland) og mere radikale republikanere som ønskede en direkte valgt præsident som i Irland. Opinionen antydede at en republik kun ville blive aktuel dersom præsidenten blev direkte valgt. Da folkeafstemningsforslaget handlede om en indirekte valgt præsident, modsatte mange radikale sig det. Debatten er siden 1999 blevet tonet ned.
Siden den blev valgt i 1996 har Howard-regeringen forsøgt at reducere statsunderskuddet og reducere fagforeningernes magt. Den har lagt mere vægt på arbejdsplads-baserede kollektiver ved lønforhandlingerne. Regeringen har også gennemført privatiseringer som begyndte med den statsejede telekoncern Telstra. Howards regering har fortsat nogen af elementerne i udenrigspolitikken fra sine forgængere, baseret på relationer med fire nøglelande: USA, Japan, Kina og Indonesien. Howard-regeringen var en stærk støtte for amerikansk involvering i Asien-Stillehavs-regionen. Men nogle observatører bemærker en større involvering med vestlige land end den tidligere Keating-regering som lagde vægt på at Australien var del af Asien. Disse observatører pointerer forskellige kontroverser såsom Tampasagen hvor MS Tampa, et norsk fragtskib, var i centrum af en diplomatisk strid mellem Australien, Norge og Indonesien ud for kysten af Christmas Island. Denne sag markerede en ændring mod en mere konservativ politik fra midten af det 20. århundrede.
Økonomisk har 1990'erne og 2000'erne vist sig at være fremgangsrige for Australien totalt set. Landets økonomi har ikke oplevet nedgang siden i begyndelsen af 1990'erne, og væksten i BNP har været langt over OECD-gennemsnittet. Arbejdsløsheden er faldet til under 5 %. Økonomien har især i 2000’erne været hjulpet af et boom i salget af varer, hvilket i høj grad skyldes Kinas hurtige økonomiske vækst og behov for råvarer.
Sydaustralien blev ramt af en meget alvorlig tørke, hvor nogle områder har haft nedbør under gennemsnittet siden sent i 1990’erne. Sidst i 2006 var vandmagasinerne i det Sydlige Australien på rekordlavt niveau. Strenge restriktioner på byernes vandforbrug blev sat i værk i alle delstatshovedstæder (undtagen Hobart og Darwin) i 2005-2006, og markvandingen i Murray-Darling-bassinet blev stærkt begrænset. Konsekvensen af dette var at forhold i relation til ferskvandsforsyningen blev et vigtigt emne i de politiske diskussioner, selv om den økonomiske virkning af tørken føltes kraftigst i Australiens tyndt befolkede landbrugsområder.

## Eksterne kilder
- Opdagelsen af Australien, hjemmeside på Projekt Gutenberg i Australien
- U.S. State Department Background Note: Australia
- Australian Broadcasting Corporation Hindsight Story: The French Connection
- National Museum of Australia: Who ‘discovered’ Australia? Arkiveret 6. oktober 2006 hos  Wayback Machine
- The Australian History, hjemmeside på Projekt Gutenberg i Australia

25°21′S 131°14′Ø / 25.35°S 131.23°Ø